# Лотарёв, Павел Михайлович
Па́вел Миха́йлович Лотарёв (1749—1816) — тамбовский губернский предводитель дворянства (13.12.1788—18.12.1794), статский советник.

## Биография
Павел Михайлович Лотарев родился в 1749 году. Принадлежал к русскому дворянскому роду Лотаревых, который по многим документам Московского стола Разрядного приказа, книгам «Печатной конторы» и Московского архива Министерства юстиции значился в московских дворянах в 1620-1699 годах.
Службу начал в 1763 году солдатом в лейб-гвардии Преображенском полку. В 1775 году был произведён в офицеры из полковых офицеров. С 1781 года  уволен со службы «к статским делам» в чине полковника, далее в этом чине служил на гражданских должностях.
С 1786 по 1789 год избирался усманским уездным предводителем дворянства,  затем тамбовским губернским предводителем дворянства.
27 сентября  1797  Павлом I пожалован в статские советники.

## Семья

### Жена
Александра Петровна, урождённая Молвянинова (1756—1808). С  её смертью род Молвяниновых прекратил свое существование.

### Дочери
- Прасковья (? —  24 июня 1840) — вышла замуж за князя Егора Александровича Вяземского. Оставшись вдовой после кончины мужа, княгиня являлась госпожой своих и мужниных имений, в которых насчитывалось более 800 душ крестьян. Проживала в селе Якиманское Суздальского уезда, где ранее пребывала вместе с мужем. Убита своим дворовым человеком Александром Захаровым[5];
- Екатерина  (?—  27   декабря 1840) — была замужем за гвардии поручиком Бутурлиным. Похоронена на Новодевичьем кладбище в Москве[6];
- Александра (1788—  21   июня 1814)  — была замужем за гвардии прапорщиком Алексеем Веневитиновым. Похоронена на Донском кладбище в Москве[7].

## Имения
- при селе Байгора (Лотарёво тож) Усманского уезда
- при селе Богородском Алексинского уезда Тульского наместничества
- при селе Пожарково Калужском наместничестве.

Выдав дочь Прасковью замуж за Вяземского, Лотарёв передал их потомству все свои имения в Усманском уезде Тамбовской губернии.